# Dernekpazarı
Dernekpazarı est une ville et un district de la province de Trabzon, dans la région de la mer Noire, en Turquie.